# Avenue du Paepedelle
L'avenue du Paepedelle est une rue bruxelloise de la commune d'Auderghem qui relie le square Hankar et donc la chaussée de Wavre à l'avenue Gabriel Émile Lebon sur une longueur de 390 mètres. 

## Historique et description
Sur la carte de Ferraris (1771), on peut voir un sentier partir de la chaussée de Wavre et traverser le bois de Mesdael pour mener à Woluwe-Saint-Pierre. Son début se situe à hauteur de l’actuelle avenue du Paepedelle.
Ce chemin porte le no 44 dans l’Atlas des Communications Vicinales de Watermael-Boitsfort (1843) et y est dénommé Papedelleweg.
La construction de la ligne 26 de chemin de fer Halle-Schaerbeek (ouverte en 1912) a bouleversé le quartier et le sentier originel disparut. Son nom survécut à l’outrage du temps car un arrêté royal de 1930 entérine les plans de la construction du quartier Paepedelle. Il ne se réalisera qu'après la Seconde Guerre mondiale.
Les cinq nouvelles rues du quartier reçurent leur nom le 6 décembre 1957. Le conseil reprit le nom figurant sur les anciens plans : avenue du Paepedelle – Paepedellelaan.
Le nom Paepedelle comprend deux parties : 
- Paepe :  ecclésiastique, qui appartient à l’église ou aux couvents ;
- Delle :  petite vallée (néerlandais : dal).

Certaines parties du bois de Mesdael appartenaient au couvent des sœurs Onze Lieve Vrouw ter Rose gheplant in Jhericho et que d’autres parties du quartier du Chant d'Oiseau étaient la propriété du prieuré de Valduchesse, il est clair que ce vieux mot flamand servait à nommer les environs. Sous le régime français, les deux communautés religieuses furent dissoutes et leurs biens vendus.

## Situation et accès
| ___ | Ce site est desservi par la station de métro : Hankar. |